# Bosque impenetrable Bwindi

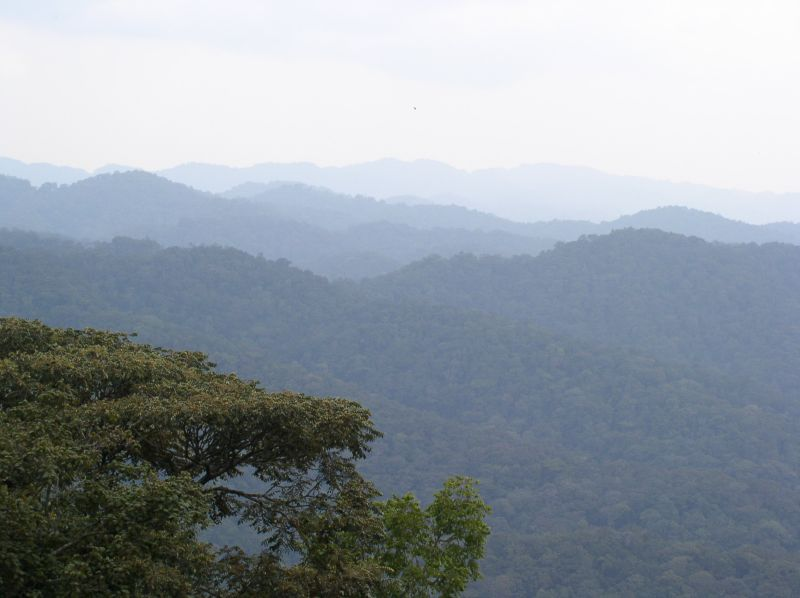
Las montañas de Bwindi

El Bosque impenetrable Bwindi es una extensa selva virgen que se encuentra en el distrito de Kanungu, situado en el suroeste de Uganda, en el borde del rift Albertino, la rama occidental del rift de África Oriental, a una altitud que va de 1160 hasta 2607 m s. n. m.
El nombre Bwindi viene del runyakitara y tiene el mismo significado de «impenetrable». La denominación se debe a los extensos rodales de bambú intercalados entre los árboles mayores, que, junto con un espeso sotobosque compuesto de helechos, enredaderas y otra vegetación, dificultan seriamente el acceso a pie. El bosque, que también se conoce como «Place of Darkness» (Lugar de la oscuridad), se sitúa en el borde del brazo occidental del Gran Valle del Rift, a pocos kilómetros de la frontera con la República Democrática de Congo y a una distancia de aproximadamente 25 kilómetros al norte de las montañas Virunga.  
El bosque es una de las zonas con mayor diversidad biológica de la Tierra, y alberga la mitad de la población de los gorilas de montaña, una especie en peligro crítico de extinción.  Por su importancia biológica, el bosque fue declarado Patrimonio de la Humanidad  por Unesco.  
Craig Stanford, investigador y codirector del Centro de Investigación de Jane Goodall del parque, describió la zona del bosque como «desgarrada por disputas y cruzada por fronteras históricas, políticas y biológicas».  El Parque nacional del bosque impenetrable Bwindi se estableció en 1991 y se encuentra en la cercanía inmediata de la zona fronteriza de Uganda, Ruanda y República Democrática del Congo, una zona  desgarrada por conflictos.